# 小石祐馬
小石 祐馬（こいし ゆうま、1993年9月15日 - ）は、日本の自転車競技（ロードレース）選手。

## 略歴

### アマチュア時代
滋賀県大津市出身。12歳のときに父の仕事の関係で米国に引越し、友人の勧めで14歳から地元のSan Jose Bicycle Clubに所属してロードバイクレースをはじめる。2009年の全米ジュニア選手権ロードレース（15･16歳）で6位入賞。2010年に帰国し、同志社国際高校に編入学。三船雅彦が監督を務めるTEAM MASSA・FOCUS・OUTDOORPRODUCTSに所属し、2011年のジュニア全日本選手権タイムトライアルでは2位となった。その後同志社大学に進学するが、ベルギーを拠点とするチームユーラシアの一員としてヨーロッパでのレースに参戦した。2012年には主としてベルギーでのアマチュアレースに参加したが、UCIヨーロッパツアー（1.2）のグランプリ・デ・マルブリエに出走し、66位で完走した。レースに専念するために2016年3月に同志社大学を自主退学。

### プロ転向後

#### 2013年
2013年もベルギーのアマチュアレース中心に参戦し、Gaverstreek2日間レースで97位、Tour de Namurで70位、Kortrijk-Heuleで11位、Herzele-borsbekeで10位となった。Grand Prix des Hauts-de-Franceでは総合29位となった。同時にUCIヨーロッパツアー、UCIアジアツアーのレースにも参戦し、イギリスのRutland–Melton International CiCLE Classicではリタイアしたものの、ベルギーのCriquielion Grand Prixでは80位、日本のツール・ド・熊野では45位、フランスのGrand Prix de la ville de Pérenchiesでは35位、同グランプリ・デ・マルブリエはリタイアであった。
シーズン前半の成績が良好であったため、竹之内悠と共にベルギーのコンチネンタルチームであるColba - Superano Hamの研修生となった。プロとしてはドライヴェンクルス・オヴェライスがデビュー戦となったがリタイア、続くスハール・セルスもリタイアという結果となった。その後ツール・ド・北海道に参戦し総合31位で完走した。ベルギーでのプロフェッショナルフェア・レースにも参戦し、Kortemarkのレースでは25位となった。

#### 2014年
2014年のシーズンはコンチネンタルチームのヴィーニ・ファンティーニ・NIPPOに所属し、ステージレースを中心に参戦した。
新チームでの初戦となったベルギーの西フラーンデレン3日間レースは第2ステージでリタイア。続いて南アフリカのMzansi Tourで68位となった。ポーランドで行われたU-23ステージレースであるCarpathian Couriers Raceでは総合82位となったが、第5ステージはチームメイトのグロス・エドワードを上手くアシストし優勝させている。同じポーランドのシュラキエム・グロドゥフ・ピアストヴキチュでは総合69位となった。その後UCIアジアツアーを転戦し、ツール・ド・熊野で総合43位、Tour de Koreaでは総合82位であったが、第5ステージでは逃げに乗って4位となった。初のカテゴリー超級レースとなった、中国の2週間ステージレースであるツアー・オブ・チンハイレイクでは総合109位で完走。ヨーロッパに戻り、Kreiz Breizh Elitesに参戦するが第1ステージでリタイア。その後ワンデーレース4戦に参戦してシーズンを終えた。シーズン中にいくつかのローカルレースにも参戦し、スペインのFestes del Turaで6位、Tour de la province de Valenceの第1ステージで6位、Tour de la province de ValenceTrophée des châteaux aux Milandesで30位となっている。

#### 2015年
U-23最後の年となる2015年のシーズンはCCT p/b Champion Systemに所属した。シーズン初戦はタイで開催されたU-23アジア選手権ロードレースで、残り1kmでの単独アタックが成功し優勝した。これがプロとしての初勝利となった。タイムトライアルでも3位となった。その後ヨーロッパでのワンデイレースに8レース参戦した後、日本チームの一員としてU-23の国別対抗戦であるZLM Tourに参戦するが、第3ステージ中盤で横風での路肩走行で落車してレースをリタイヤ、他の日本チームも全員がリタイアという結果に終わった。続くワンデーレースも2戦連続リタイアしたが、Ronde de l'Oise 3日間ステージレースで総合88位で完走した。6月の日本選手権U-23タイムトライアルで優勝。単身参加のロードレースでは大学チームと競うことになり、最終周回でのアタックが一旦は成功したがゴール前で吸収され34位に終わった。その後ヨーロッパに戻り、U-23のグラン・プレミオ・ディ・ポッジャーナでは9位、バルチック・チェーン・ツアー 3日間ステージレースで総合55位、ワンデイレース4戦に参加した後、9月に最終戦であるU-23世界選手権に日本チームのエースとして臨んだ。しかしながら、タイムトライアルでは落車してしまい50位、ロードレースでも残り2周でパンクして先頭集団に戻れず、122位であった。

#### 2016年
シニア初年度となった2016年のシーズンは、前年からコンチネンタルプロに昇格したNIPPO・ヴィーニファンティーニに再び所属した。2戦目のヘラルド・サン・ツアーは山岳ポイントで3位、ツール・ド・台湾では第1ステージ5位、その後も第4ステージまで首位と2秒差につけた。ツアー・オブ・ジャパンは地元京都で行われた第2ステージで、イランチャンピオンのベナム・マレキとの2人で逃げたが、両選手ともゴール前25kmの下りで落車。この時点で追走集団とは2分の差があったがまもなく集団に吸収された。この事故で12針を縫う傷を負ったが、ツアーは総合60位で完走した。日本選手権はタイムトライアルで11位、ロードレースでは途中3回自転車を交換したがその度に集団に復帰、最終周回で逃げを試みたが決まらず、25位でゴールした。

#### 所属チーム
- 2018-: TEAM UKYO （コンチネンタル）
- 2016-2017: NIPPO・ヴィーニファンティーニ （プロコンチネンタル）
- 2015: CCT p/b Champion System （コンチネンタル）
- 2014: ヴィーニ・ファンティーニ・NIPPO （コンチネンタル）
- 2013: Colba - Superano Ham （コンチネンタル・研修生）

## 主な戦績
2025年
- アジア選手権 チームミックスドリレー（日本代表）：2位
- アジア選手権 ロードレース：4位
- ツール・ド・台湾：総合21位、ベストアジアンライダー賞

2024年
- ツール・ド・台湾：総合2位、第3ステージ6位
- ツール・ド・熊野：総合4位
- 全日本自転車競技選手権大会 個人タイムトライアル 9位
- 全日本自転車競技選手権大会　ロードレース： 4位
- シマノ鈴鹿ロードレースクラシック：9位
- ツール・ド・九州：総合7位
- 丸の内クリテリウム　3位

2023年
- ツアー・オブ・タイ：総合3位、第1ステージ2位、第3ステージ7位
- アジア選手権　個人タイムトライアル ：5位
- アジア選手権　ロードレース：4位
- 全日本自転車競技選手権大会 個人タイムトライアル 優勝

2017年
- ヴォルタ・リングルグ・クラシック：リタイア
- デ・パンネ3日間：総合102位
- ハンドザーメ・クラシック：リタイア
- ノケル・クルス：リタイア
- ロンド・ファン・ドレンテ：リタイア
- グラン・プレミオ・インドゥストリア・エ・アルティジャナート：リタイア
- ストラーデ・ビアンケ：リタイア
- アブダビ・ツアー：総合124位
- トロフェオ・ライグエーリア：リタイア

2016年
- ジャパンカップサイクルロードレース：リタイア
- ジロ・ディ・ロンバルディア：リタイア
- ジロ・デル・ピエモンテ：リタイア
- ミラノ〜トリノ：リタイア
- トレ・ヴァッリ・ヴァレジーネ：リタイア
- グラン・プレミオ・ブルーノ・ベゲッリ：リタイア
- ジロ・デッレミリア：リタイア
- コッパ・サバティーニ：リタイア
- Giro della Toscana：総合97位
- メモリアル・マルコ・パンターニ：リタイア
- コッパ・アゴストーニ：リタイア
- コッパ・ベルノッキ：リタイア
- ツール・ド・北海道：総合32位
- ツアー・オブ・ユタ：リタイア
- シビウ・サイクリングツアー：総合49位
- 全日本選手権ロードレース：25位
- 全日本選手権タイムトライアル：11位
- ツアー・オブ・ジャパン：総合60位
- ツアー・オブ・ノルウェー：リタイア
- ツアー・オブ・ターキー：リタイア
- アムステルゴールドレース：リタイア
- フォルタ・リンブルフ・クラシック：リタイア
- デ・パンネ3日間：104位
- ツール・ド・台湾：総合29位、第1ステージ5位
- クールネ〜ブリュッセル〜クールネ：リタイア
- オムロープ・ヘット・ニウスブラット：リタイア
- ヘラルド・サン・ツアー：総合64位、山岳3位
- カデル・エヴァンス・グレートオーシャン・ロードレース：89位

2015年
- 世界選手権 U23 - ロードレース：122位
- 世界選手権 U23 - ITT：50位
- スハール・セルス：リタイア
- ドライヴェンクルス・オヴェライス：リタイア
- グランプリ・デ・マルブリエ：リタイア
- フロット・プライス・ジェフ・シェーレン：リタイア
- バルチック・チェーン・ツアー：総合55位
- グラン・プレミオ・ディ・ポッジャーナ：9位
- Coppa dei Laghi - Trofeo Almar：93位
- 全日本選手権ロードレース U23 ：34位
- 全日本選手権タイムトライアル U23 ：優勝
- Ronde de l'Oise：総合88位
- ブークル・ド・ロルヌ：リタイア
- グランプリ・ド・プリュムレック＝モルビアン：リタイア
- ZLM Roompot Tour：リタイア
- La Côte Picarde：55位
- ロンド・ファン・フラーンデレン：88位
- ルート・アデリ・ド・ヴィトレ：91位
- Handzame Classic：157位
- Energiewacht Dwars door Drenthe：リタイア
- ロンド・ファン・ドレンテ：リタイア
- Rabobank Dorpenomloop Rucphen：84位
- クールネ〜ブリュッセル〜クールネ：リタイア
- アジア選手権 U23：3位
- アジア選手権 U23 - ロードレース：優勝

2014年
- グラン・プレミオ・インドゥストリア・エ・コッメルチョ・ディ・プラート：リタイア
- GP Banca di Legnano - Coppa Bernocchi：リタイア
- Ronde van Midden-Nederland：136位
- グラン・プレミオ・ディ・ポッジャーナ：90位
- Kreiz Breizh Elites：リタイア
- ツアー・オブ・チンハイレイク：総合108位
- Tour de Korea：総合82位、第5ステージ4位
- ツール・ド・熊野：総合43位
- シュラキエム・グロドゥフ・ピアストヴキチュ：総合69位
- Carpathian Couriers Race U-23：総合82位
- Mzansi Tour：総合68位
- 西フラーンデレン3日間：リタイア

2013年
- ツール・ド・北海道：総合31位
- スハール・セルス：リタイア
- ドライヴェンクルス・オヴェライス：リタイア
- Grand Prix des Marbriers：リタイア
- Grand Prix de la ville de Pérenchies：35位
- ツール・ド・熊野：総合45位
- Grand Prix Criquielion：80位
- Rutland - Melton International CiCLE Classic：リタイア

## 参考資料
1. ↑  NIPPO・ヴィーニファンティーニ公式サイト
2. ↑  USA Cycling Rider Rusults
3. ↑  第16回ジュニア全日本選手権ロードレース結果
4. ↑  ポーランドのステージレースでNIPPOがシーズン３勝目。黒枝、小石のアシストでグロスがステージ勝利！
5. ↑  cyclist.sanspo アジア選手権ロードレース、男子アンダー23で小石祐馬が優勝
6. ↑  『ZLMツアー（4/17&18）』デンマーク圧勝。北欧勢が主導権を掌握
7. ↑  シクロワイヤード　全日本選手権個人タイムトライアル2015 アジア選銅メダルの小石祐馬がU23制覇
8. ↑  第 84 回全日本自転車競技選手権大会ロード・レース U23結果
9. ↑  日本自転車競技連盟　世界選手権ロードレポート
10. ↑  Procyclingstats - 2025年
11. ↑  Procyclingstats - 2024年
12. ↑  Procyclingstats - 2023年
13. ↑  Procyclingstats - 2017年
14. ↑  Procyclingstats - 2016年
15. ↑  Procyclingstats - 2015年
16. ↑  Procyclingstats - 2014年
17. ↑  Procyclingstats - 2013年